# Henry Courtenay, I marchese di Exeter
Henry Courtenay, I marchese di Exeter (1498 circa – Tower Hill, 9 dicembre 1538), figlio maggiore di Caterina di York e William Courtenay, I conte di Devon era, per parte di madre, nipote di Edoardo IV d'Inghilterra. Grazie alla madre era strettamente imparentato con diversi membri della casa dei Tudor quali Arturo Tudor, Margherita Tudor, Maria Tudor ed Enrico VIII d'Inghilterra dei quali era primo cugino.

## A servizio del re
Henry nacque attorno al 1498 da Caterina di York, figlia di Edoardo IV d'Inghilterra e William Courtenay, I conte di Devon, al momento della nascita il nonno paterno Edward Courtenay era da circa quindici anni divenuto il nuovo Conte di Devon e suo figlio William ne era l'erede. Tuttavia questi, nel 1504, venne accusato di essere in corrispondenza con Edmund de la Pole, III duca di Suffolk, leader dei sostenitori della caduta in disgrazia Casa di York, ed Enrico VII d'Inghilterra lo incarcerò presso la Torre di Londra. Enrico VII morì il 22 aprile del 1509 ed Edward lo seguì un mese dopo, il nuovo re, Enrico VIII d'Inghilterra liberò William dalla Torre e lo chiamò perché partecipasse alla sua cerimonia d'incoronazione. Due anni dopo gli restituì formalmente il contado, ma William morì un paio di mesi dopo lasciando tutto nelle mani del figlio Henry.
Benché i beni confiscati non fossero stati del tutto restituiti Enrico gli permise di accedere alla successione del contado e l'anno seguente fu riconosciuto come il legittimo erede del titolo e delle terre connesse. A quel tempo Enrico era impegnato contro Luigi XII di Francia nella Guerra della Lega di Cambrai e nel 1513 Henry conobbe la guerra quale capitano in seconda di una Man-of-war. In quel decennio Henry sembrò guadagnarsi la stima del regale cugino tanto che nel maggio del 1520 entrò nel Consiglio privato di sua maestà e in quello stesso anno partecipò al Campo del Drappo d'Oro dove Enrico incontrò Francesco I di Francia. In quel periodo fu uno degli uomini vicini al re, impegnato in tornei, battute di caccia ed altri divertimenti spesso insieme al cognato di Enrico Charles Brandon, I duca di Suffolk.
Nel 1521 Edward Stafford, III duca di Buckingham fu giustiziato con l'accusa di tradimento ed Henry prese il suo posto nell'Ordine della Giarrettiera ricevendo per altro in dono parte delle terre che erano state del duca. Nei seguenti due anni fu anche nominato amministratore dei vacanti ducati di Exeter, Somerset e Cornovaglia. Fu anche nominato Custode di Burling Park e questo fu il momento in cui raggiunse il massimo potere dentro la stretta cerchia del sovrano un periodo che coincise con il suo incontro con i Bolena. Nel 1525 Henry venne infine creato Marchese di Exeter, precisamente il 18 giugno.
In quel periodo Francesco I aveva perso alla Battaglia di Pavia contro Carlo V d'Asburgo di cui era prigioniero, Enrico di Carlo era lo zio acquisito (sua moglie Caterina d'Aragona era la sorella di sua madre) ed erano formalmente alleati, ma no per questo esitò a mandare Henry ad assicurare a Luisa di Savoia, che agiva da Reggente che l'Inghilterra si sarebbe adoperata per il rilascio di Francesco.
Quando poco dopo Enrico si mise in moto per avere l'annullamento delle proprie nozze con Caterina Henry si prodigò grandemente ed era molto vicino al re nel Consiglio privato quando Thomas Wolsey venne arrestato con l'accusa di tradimento e fu lui stesso a firmare i documenti per perseguirlo. La sua firma si trova anche nella richiesta di annullamento che venne presentata a Papa Clemente VII, quando nel 1536 si avviò la Dissoluzione dei monasteri in Inghilterra Henry fu fra coloro che ne guadagnarono e nello stesso anno prese parte al processo che doveva condurre alla condanna a morte della seconda moglie di Enrico, Anna Bolena.
Il 15 ottobre di quello stesso anno vide la luce il Pellegrinaggio di Grazia ed Henry insieme a Brandon fu mandato nello Yorkshire per mettervi fine, tuttavia egli non ebbe successo e fu costretto a ritirarsi nel Devonshire. A dispetto di questa sconfitta l'anno dopo rivestì la carica di Lord grande intendente quando vi fu il processo, legato al Pellegrinaggio, a carico di Thomas Darcy, I barone Darcy.
Il decennio del 1530 vide Henry a capo di buona parte dell'Inghilterra occidentale, che governava sia a nome suo che del re, un potere che lo rendeva parecchio inviso a Thomas Cromwell, I conte di Essex, il primo ministro, un'antipatia del resto ricambiata.

## Il complotto?
Mentre l'Inghilterra stava diventando anglicana e la fede diventava qualcosa di indefinito e riferita per lo più alle credenze personali, non esisteva una dottrina anglicana formata propriamente detta, la moglie di Henry, Gertrude Blount (1504circa-25 settembre 1558) rimaneva fortemente cattolica. Ella aveva a suo tempo supportato la monaca Elizabeth Barton ed era rimasta in corrispondenza con Caterina d'Aragona fino alla morte di lei e questo per Cromwell bastò a gettare il seme del sospetto.
A St Keverne, un villaggio della Cornovaglia, venne creato un manifesto, che girò poi la zona, in cui si affermava che il re avesse nominato Henry quale Erede legittimo diseredando i propri figli.
Fu quindi scoperto che Henry corrispondeva con Reginald Pole, un esponente della Casa di York in esilio e suo fratello minore, Geoffrey Pole, andò a Londra riferendo che una nuova cospirazione a stampo cattolico stava prendendo forma e Cromwell convinse Enrico che Henry ne era parte.
Ai primi di novembre del 1538 Henry, la moglie ed il figlio Edward vennero arrestati e portati alla Torre, il 3 dicembre al Palazzo di Westminster iniziò il processo contro di lui anche se vi erano poche prove del suo coinvolgimento in quella che divenne nota come la Cospirazione di Exeter.
Avendo grosse proprietà nell'ovest del paese Henry aveva potuto vedere con i propri occhi cosa avesse fatto la dissoluzione dei monasteri privando chierici e laici della casa, quando non di tutto quello che possedevano ed egli non era particolarmente vicino al movimento protestante.
Forse per questo si avvicinò ai cattolici Pole e, forse sapendo il rischio, redasse un testamento il 25 settembre del 1538. Quel che lo condannò fu la sua corrispondenza con Reginald Pole e venne quindi condannato a morte e giustiziato presso il Tower Hill il 9 dicembre 1538. Alla sua morte il contado e il marchesato vennero tolti alla famiglia. Sia la moglie che il figlio videro confiscati i loro beni, ella venne quindi rilasciata due anni dopo e restò legata alla principessa Maria per tutta la vita. Edward rimase alla Torre fino al 1553 quando Maria, divenuta regina, lo fece liberare.

## Matrimoni e figli
Henry si sposò in prime nozze con Elizabeth Grey, Viscontessa di Lisle (25 marzo 1505-1519), nipote per parte di madre di Thomas Howard, II duca di Norfolk. I due non ebbero figli.
In seconde nozze sposò quindi Gertrude Blount da cui ebbe due figli:
- Henry Courtenay (morto giovane)
- Edward Courtenay, I conte di Devon

## Ascendenza
|                                       |                           |                                      | Genitori                                    |  |  | Nonni |  |  | Bisnonni       |  |  | Trisnonni      |  |
|                                       |                           |                                      |                                             |  |  |       |  |  | Hugh Courtenay |  |  | Hugh Courtenay |  |
|                                       |                           |                                      |                                             |  |  |       |  |  | Hugh Courtenay |  |  | Hugh Courtenay |  |
|                                       |                           | Maud Beaumont                        |                                             |  |  |       |  |  | Hugh Courtenay |  |  |                |  |
| Edward Courtenay, I conte di Devon    |                           |                                      |                                             |  |  |       |  |  | Hugh Courtenay |  |  |                |  |
|                                       |                           | Margaret Carminow                    | Thomas Carminow                             |  |  |       |  |  |                |  |  |                |  |
|                                       |                           | Margaret Carminow                    | Thomas Carminow                             |  |  |       |  |  |                |  |  |                |  |
|                                       |                           | Margaret Carminow                    | Joan Hill                                   |  |  |       |  |  |                |  |  |                |  |
| William Courtenay, I conte di Devon   |                           | Margaret Carminow                    |                                             |  |  |       |  |  |                |  |  |                |  |
|                                       |                           | Philip Courtenay                     | Philip Courtenay                            |  |  |       |  |  |                |  |  |                |  |
|                                       |                           | Philip Courtenay                     | Philip Courtenay                            |  |  |       |  |  |                |  |  |                |  |
|                                       |                           | Philip Courtenay                     | Elizabeth Hungerford                        |  |  |       |  |  |                |  |  |                |  |
| Elizabeth Courtenay                   |                           | Philip Courtenay                     |                                             |  |  |       |  |  |                |  |  |                |  |
|                                       |                           | Elizabeth Wonwell                    | John Wonwell                                |  |  |       |  |  |                |  |  |                |  |
|                                       |                           | Elizabeth Wonwell                    | John Wonwell                                |  |  |       |  |  |                |  |  |                |  |
|                                       |                           | Elizabeth Wonwell                    | …                                           |  |  |       |  |  |                |  |  |                |  |
| Henry Courtenay, I marchese di Exeter |                           | Elizabeth Wonwell                    |                                             |  |  |       |  |  |                |  |  |                |  |
|                                       | Richard, III duca di York | Richard, III conte di Cambridge      |                                             |  |  |       |  |  |                |  |  |                |  |
|                                       | Richard, III duca di York | Richard, III conte di Cambridge      |                                             |  |  |       |  |  |                |  |  |                |  |
|                                       | Richard, III duca di York | Anne Mortimer                        |                                             |  |  |       |  |  |                |  |  |                |  |
| Edward IV, re d'Inghilterra           | Richard, III duca di York |                                      |                                             |  |  |       |  |  |                |  |  |                |  |
|                                       |                           | Cecily Neville                       | Ralph Neville, I conte di Westmorland       |  |  |       |  |  |                |  |  |                |  |
|                                       |                           | Cecily Neville                       | Ralph Neville, I conte di Westmorland       |  |  |       |  |  |                |  |  |                |  |
|                                       |                           | Cecily Neville                       | Joan Beaufort                               |  |  |       |  |  |                |  |  |                |  |
| Catherine di York                     |                           | Cecily Neville                       |                                             |  |  |       |  |  |                |  |  |                |  |
|                                       |                           | Richard Woodville, I conte di Rivers | Richard Woodville                           |  |  |       |  |  |                |  |  |                |  |
|                                       |                           | Richard Woodville, I conte di Rivers | Richard Woodville                           |  |  |       |  |  |                |  |  |                |  |
|                                       |                           | Richard Woodville, I conte di Rivers | Joan Bedlisgate                             |  |  |       |  |  |                |  |  |                |  |
| Elizabeth Woodville                   |                           | Richard Woodville, I conte di Rivers |                                             |  |  |       |  |  |                |  |  |                |  |
|                                       |                           | Jacquette di Lussemburgo             | Pierre I di Lussemburgo, conte di Saint Pol |  |  |       |  |  |                |  |  |                |  |
|                                       |                           | Jacquette di Lussemburgo             | Pierre I di Lussemburgo, conte di Saint Pol |  |  |       |  |  |                |  |  |                |  |
|                                       |                           | Jacquette di Lussemburgo             | Margherita del Balzo                        |  |  |       |  |  |                |  |  |                |  |
|                                       |                           | Jacquette di Lussemburgo             |                                             |  |  |       |  |  |                |  |  |                |  |